# مانويل ماركيز ستيرلينغ
مانويل ماركيز ستيرلينغ (بالإسبانية: Manuel Márquez Sterling)‏ (و. 1872 – 1934 م) هو دبلوماسي، ولاعب شطرنج، وسياسي، وصحفي من كوبا ولد في ليما.

## روابط خارجية
- مانويل ماركيز ستيرلينغ على موقع مباريات الشطرنج (الإنجليزية)
- مانويل ماركيز ستيرلينغ على موقع 365Chess.com (الإنجليزية)